# Gustav Essig
Gustav Essig (* 18. November 1880 in Truchtelfingen; † 23. Oktober 1962 in Murrhardt) war ein deutscher Maler.

## Leben
Gustav Essig war der Sohn des Truchtelfinger Pfarrers und der jüngere Bruder des Schriftstellers Hermann Essig. Er ging in Weinsberg zur Schule und machte in Heilbronn sein Abitur. Nach dem Abitur absolvierte er ein Architekturstudium an der Hochschule für Technik Stuttgart. 1904 besuchte er die Kunstgewerbeschule und erhielt dort das Examen für Zeichenlehrer. 1904 ging er auf die Akademie der Bildenden Künste München und lernte Zeichnen bei Peter Halm und bis 1909 Malerei bei Franz von Stuck. 1909 – 13 betrieb er eine eigene Malschule in München. Ab 1911 nahm er an der Großen Kunstausstellung im Glaspalast teil. 1916 war er Mitglied der Münchner Sezession.
Er blieb zeitlebens der Gegenständlichkeit verhaftet, an der Schnittstelle zwischen Impressionismus und Realismus mit aufgehellter Palette. In den 1920er Jahren und danach beeinflusste ihn auch die Neue Sachlichkeit. Seinen Lebensunterhalt finanzierte er vor allem mit Porträts. 1930 verließ er München und zog nach Murrhardt, wo er 1962 starb.

## Sekundärliteratur
- Stadt Murrhardt (Hg.) / Autoren: Ingrid Helber, Rolf-Bernhard Essig, Heide von Berlepsch: Zwischen Impressionismus und Neuer Sachlichkeit. Gustav Essig (1880-1962). Murrhardt 2012.
- Gustav Essig. 1880–1962. In: Städtische Kunstsammlung Murrhardt. Ausstellungsführer. Bürgermeisteramt Murrhardt, Murrhardt 2022, S. 40–43.